# Плаюць
Пла́юць — село в Великобичківській селищній громаді Рахівського району Закарпатської області України.

## Географія
Розташоване на берегах трьох приток річки Апшиця під полониною Апіцька.

## Історія
Перші жителі села — це вихідці з села Середнє Водяне, які мали тут свої землі, з часом вони перейшли на постійне місце проживання в село Плаюць. Це відбулося наприкінці XVIII – початку ХІХ століття. 
Вперше згадується в історичних джерелах у 1898 році як Plajucz.
На території села знаходиться  загальноосвітня школа І-ІІІ ступенів з румунською мовою навчання, фельдшерсько – акушерський пункт, бібліотека,  сільський клуб, крамниці, зал Свідків Єгови та Свято-Ільїнська православна церква.

## Туристичні місця
- база відпочинку «Плаюць»;

- мінеральні води.

## Населення
Згідно з переписом УРСР 1989 року чисельність наявного населення села становила 775 осіб, з яких 379 чоловіків та 396 жінок.
За переписом населення України 2001 року в селі мешкало 880 осіб.

### Мова
Розподіл населення за рідною мовою за даними перепису 2001 року:
| Мова       | Відсоток |
| ---------- | -------- |
| румунська  | 78,23 %  |
| українська | 20,63 %  |
| молдовська | 0,79 %   |
| російська  | 0,34 %   |